# Ludwig Minkus
Ludwig Minkus   (Viena i Velké Meziříčí, 23 de març de 1826 - Viena, 7 de desembre de 1917) va ser un compositor jueu-austríac de música de ballet, virtuós i professor de violí.
Minkus es destaca per la música que va compondre mentre servia com a compositor oficial de la música de ballet als teatres imperials de Sant Petersburg a Rússia. Durant la seva llarga carrera, va escriure per a les obres originals i nombrosos revivals realitzats pels reconeguts mestres de Ballet, Arthur Saint-Léon i Marius Petipa. Entre les composicions més famoses del compositor va destacar La source (1866, compost conjuntament amb Léo Delibes), Don Quixot (1869) que fou el seu major èxit; i La Bayadère (1877). Minkus també va escriure material suplementari per a la inserció en ballets ja existents. La més famosa i duradora d'aquestes peces és la classica del Gran Pas del ballet Paquita, Que es va afegir per Marius Petipa especialment per a un renaixement del ballet per etapes per a la funció a benefici de la primera ballarina Yekaterina Vazem el 1881. Per aquest revifalla Minkus també va compondre la Mazurka dels nens i una edició ampliada de la del ballet Pas de trois, que esdevindria conegut com el "Minkus pas de trois".
Entre els seus càrrecs oficials posseí el d'inspector musical del Teatre Mariïnski de Sant Petersburg (1861/72), on més tard hi retornà com a compositor de ballets.
Avui dia, la música de Minkus és una de les més representades en tot el ballet i és una part més integrant del repertori tradicional de ballet clàssic.